# Like I Do
Like I Do is een nummer van de Franse dj David Guetta en de Nederlandse dj's Martin Garrix en Brooks uit 2018. Het is de derde single van Guetta's zevende studioalbum 7.
"Like I Do" werd ingezongen door Talay Riley, die zingt dat hij nog steeds sterke gevoelens heeft voor zijn ex-geliefde, die verder is gegaan met iemand anders. Het nummer beschrijft hoe de liedverteller nooit kan stoppen met denken aan zijn ex-geliefde, en dat hij denkt dat hij de enige was die echt van haar hield. De liedverteller gelooft dat niemand ooit zo van zijn ex zou houden als hij. Het nummer werd vooral in Europa een bescheiden hit. Zo haalde het de 31e positie in Guetta's thuisland Frankrijk. In de Nederlandse Top 40 was het succesvoller met een 13e positie, terwijl het succes in de Vlaamse Ultratop 50 kleiner was met een 42e positie.

## Tracklijst
Muziekdownload
1. "Like I Do" - 3:22